# NCSM Montcalm
Le navire canadien de Sa Majesté Montcalm est une unité de réserve de la Marine royale canadienne basée à Québec, dans la province canadienne du Québec. Elle compte plus de 150 marins qui, comme dans toutes les autres divisions de la Réserve navale, se spécialisent dans la préparation pour les opérations domestiques, la plongée d'inspection portuaire, le renseignement naval et le recrutement et la rétention de personnel afin d'augmenter la Marine royale canadienne en mer et sur terre.

## Histoire[1]
Le NCSM Montcalm fait partie intégrante du paysage de la ville de Québec depuis maintenant plus de 98 ans. L'idée d'implanter un établissement côtier permanent à Québec se concrétise au lendemain de la Première Guerre mondiale, à la suite de demandes répétées de la population de Québec et du besoin du service naval de maintenir une force maritime efficace. La première unité francophone de la Marine royale canadienne voit donc le jour le 21 avril 1923.
Baptisée la Demi-compagnie de Québec, l'unité a alors pour mission de recruter des volontaires et de leur fournir un entraînement de matelotage, d'artillerie, de plongée et de cartographie. Avec le temps l'unité prend de l'expansion et en 1935, la Demi-compagnie de Québec devient la Division de Québec. Ce n'est cependant que le 23 novembre 1941, à la suite des nouvelles fonctions qui lui sont confiées pour la période de guerre que la division est armée. C'est alors qu'elle prend le nom de NCSM Montcalm.
L'unité joua un rôle capital au cours des années qui suivirent en tant que principale unité qui permit aux francophones de se joindre à la marine canadienne et de participer à la Deuxième Guerre mondiale. Pendant cette période, le Montcalm servit de centre de recrutement de la Marine royale canadienne pour la ville de Québec. Lorsque le centre de recrutement se convertit en un centre de démobilisation à la fin de la guerre, 1 474 matelots et officiers s'y étaient enrôlés.
Le NCSM Montcalm joua également un rôle significatif lors de la bataille du Saint-Laurent de mai à novembre 1942, alors que 25 navires de guerre et marchands furent coulés dans le golfe et ses environs. La fin des hostilités impliqua une transformation de l'unité, mais ne représenta pas pour autant la fin de ses activités.
Le NCSM Montcalm joue, aujourd'hui encore, un rôle de premier plan au sein de la Réserve navale des Forces canadiennes. L'unité se distingue par son rayonnement dans la communauté et son implication constante. En 2008, le Montcalm s'est assuré d'une présence navale tout au long des célébrations du 400e anniversaire de la ville de Québec, par sa participation en tant qu'hôte du Rendez-vous naval et de la Musique nationale de la Réserve navale. L'unité compte à ce jour près de 160 membres d'équipage et officiers et priorise l'entraînement et le perfectionnement de son personnel. Tous les métiers de la Réserve navale sont représentés au Montcalm, soit : aumônier, logisticien, directeur musical, officier des opérations maritimes de surface, renseignement maritime, officier d'affaires publiques, manœuvrier, opérateur d'équipement d'information de combat, opérateur de systèmes de mécanique navale, communicateur naval, plongeur, commis, cuisinier, technicien en approvisionnement et musicien. Chacun participe activement.

## Opérations
Le personnel du NCSM Montcalm contribue aux opérations de la Marine royale canadienne de manière continue tant à temps plein qu'à temps partiel.
Sur le plan domestique, le NCSM Montcalm fournit du personnel et de l'équipement en soutien aux opérations d'aide aux pouvoirs civils. Dans le passé, le Montcalm a contribué aux Sommet du G7 de 1995 à Halifax, Nouvelle-Écosse; aux inondations de la rivière rouge en 1997; à la tempête de verglas de 1998; à l'écrasement du vol 111 de la Swissair en 1998; aux olympiques de 2010 à Vancouver, Colombie Britannique; ainsi qu'aux inondations de 2011 sur le Richelieu au Québec  et à travers le Manitoba.
Tout au long de la guerre froide, le NCSM Montcalm a fourni des centaines de marins en soutien aux opérations navales, de même qu'à la guerre de Corée et la première guerre du Golfe. L'unité a aussi fourni du personnel lors de la guerre en Afghanistan ainsi que lors des missions d'entrainement qui ont suivi de même qu'à de nombreuses missions de paix des Nations unies et des opérations de l'OTAN.